# 班隆·杜丁当
班隆·杜丁当（2005年9月12日—），泰国男子跆拳道运动员，2022年世界青年跆拳道锦标赛男子59公斤级银牌得主、2023年世界跆拳道锦标赛男子63公斤级银牌得主、2022年亚洲运动会男子63公斤级金牌得主。